# Ocoee
Ocoee és una població dels Estats Units a l'estat de Florida. Segons el cens del 2000 tenia 24.391 habitants.

## Demografia
Segons el cens del 2000, Ocoee tenia 24.391 habitants, 8.072 habitatges, i 6.554 famílies. La densitat de població era de 711,8 habitants/km².
Dels 8.072 habitatges en un 44,9% hi vivien nens de menys de 18 anys, en un 65,9% hi vivien parelles casades, en un 10,7% dones solteres, i en un 18,8% no eren unitats familiars. En el 13,2% dels habitatges hi vivien persones soles el 3,8% de les quals corresponia a persones de 65 anys o més que vivien soles. El nombre mitjà de persones vivint en cada habitatge era de 2,99 i el nombre mitjà de persones que vivien en cada família era de 3,28.
Per edats la població es repartia de la següent manera: un 29,2% tenia menys de 18 anys, un 8% entre 18 i 24, un 36,2% entre 25 i 44, un 19,3% de 45 a 60 i un 7,3% 65 anys o més.
L'edat mediana era de 33 anys. Per cada 100 dones de 18 o més anys hi havia 94,3 homes.
La renda mediana per habitatge era de 53.225 $ i la renda mediana per família de 56.865 $. Els homes tenien una renda mediana de 33.628 $ mentre que les dones 26.519 $. La renda per capita de la població era de 20.896 $. Entorn del 4,2% de les famílies i el 5,6% de la població estaven per davall del llindar de pobresa.

## Poblacions més properes
El següent diagrama mostra les poblacions més properes.